# Chamyna
Chamyna là một chi bướm đêm thuộc họ Erebidae.